# Clistopyga linearis
Clistopyga linearis là một loài tò vò trong họ Ichneumonidae.